# Euspilotus lentus
Euspilotus lentus är en skalbaggsart som först beskrevs av Thomas Casey 1893.  Euspilotus lentus ingår i släktet Euspilotus och familjen stumpbaggar. Inga underarter finns listade i Catalogue of Life.